# Roscoe Falls
Die Roscoe Falls sind ein Wasserfall bislang nicht ermittelter Fallhöhe im Clutha District in der Region Otago auf der Südinsel Neuseelands. Sie liegen südwestlich der Stadt Balclutha im Lauf eines namenlosen Bachs, der wenige hundert Meter hinter dem Wasserfall in nördlicher Fließrichtung in den Oberlauf des Puerua River mündet.